# Aeroportul Alcides Fernández
Aeroportul Alcides Fernández (IATA: ACD, ICAO: SKAD) este un aeroport din Chocó Department⁠(d), Columbia ce deservește zona Acandí⁠(d). Aeroportul a fost tranzitat în 2022 de 3.811 pasageri.
Situat la o altitudine de 15 m, aeroportul dispune de 1 pistă. Este operat de Colombian Civil Aviation Authority⁠(d).

## Infrastructură

### Piste
Aeroportul dispune de o singură pistă. Pista are orientarea 17/35. 